# Paul Heuse
Mathieu Xavier Joseph Paul Heuse (Luik, 18 augustus 1851 - 17 februari 1899) was een Belgisch volksvertegenwoordiger.

## Levensloop
Heuse promoveerde tot doctor in de rechten en trouwde in 1890 met Marie Marechal. Ze hadden een zoon, Henri Heuse.
In 1894 werd hij verkozen tot liberaal volksvertegenwoordiger voor het arrondissement Luik en vervulde dit mandaat tot aan zijn vroegtijdige dood.

## Publicaties
- Du recrutement de la magistrature par le concours, in: La Bellgisue Judiciaire, 1878.
- Recueil des usages locaux en vigueur dans le ressort de la Cour d'Appel de Liège, Luik, 1884.